# Eremogone aculeata
Eremogone aculeata là loài thực vật có hoa thuộc họ Cẩm chướng. Loài này được Sereno Watson mô tả khoa học đầu tiên năm 1871 dưới danh pháp Arenaria aculeata. Năm 1973 Sergei Sergeevich Ikonnikov chuyển nó sang chi Eremogone.

## Từ nguyên
Tính từ định danh aculeata là tiếng Latinh, có nghĩa là gai; dùng để chỉ các lá hình kim với đỉnh hình gai.

## Tên gọi
Tên gọi thông thường trong tiếng Anh là prickly sandwort, nghĩa đen là cỏ cát gai.

## Mô tả
Loài thực vật thân thảo sống lâu năm tạo thảm mạnh, có phấn xám, thường có phần gốc hóa gỗ. Thân mọc thẳng, cao 7-25(-30) cm, rậm lông hình cuống-lông tuyến ở phần xa. Lá: các lá gốc bền; các lá ở thân 1-3 đôi, tiêu giảm đột ngột ở phần xa tới cặp thấp nhất; các phiến lá gốc hướng lên hoặc thường hình vòng cung-tỏa rộng, hình kim, (0,5-)1-2,5(-3,5) cm × 0,5-1,5 mm, cứng, dạng lá cỏ, hình gai ở đỉnh, nhẵn nhụi tới có lông tơ, phấn xám. Cụm hoa 5-25 hoa hoặc hơn, dạng xim hoa mở. Cuống hoa 3-25 mm, có lông hình cuống-lông tuyến. Hoa: lá đài 1-3 gân, các gân bên kém phát triển hoặc tất cả đều không rõ, hình trứng, đường kính 3-4,5 mm, tới 6 mm ở quả, mép rộng, đỉnh thường tù hoặc thuôn tròn, nhọn đột ngột, từ thưa tới rậm lông hình cuống-lông tuyến; cánh hoa màu trắng, hình trứng ngược đến hình mác ngược, 4,5-10 mm, 1,5-3 lần dài hơn lá đài, đỉnh thuôn tròn; tuyến mật tròn ở bên và ở phần xa trục, hơi nở ra ở phần bên, ở đáy của các chỉ nhị đối diện với lá đài, 0,3 mm. Quả nang 5-9 mm, nhẵn nhụi. Hạt màu nâu ánh vàng đến màu xám, hình elipxoit-thuôn dài, 1,8-2,5(-3,2) mm, có mấu; các mấu thuôn tròn, thon dài. 2n = 22. Ra hoa vào mùa hè-đầu mùa thu.
Một số mẫu vật từ bắc trung bộ California và tây nam Oregon đã được đặt tên là Arenaria pumicola var. california. R. L. Hartman (1993) coi quần thể này là dạng mập mạp của E. aculeata và không đáng được công nhận chính thức. Dựa trên công trình của M. F. Baad (1969), chúng cần được nghiên cứu thêm.

## Phân bố
Loài bản địa miền tây Hoa Kỳ (các bang California, Idaho, Montana, Nevada, Oregon, Utah, Washington). Môi trường sống là sườn núi đá, đất phù sa, đất núi lửa; ở cao độ 1.500-3.400 m. Các báo cáo về E. aculeata tại Arizona, New Mexico và Wyoming là sai.

## Lưu ý
Danh pháp Arenaria aculeata đã được Nicaise Augustin Desvaux (1784-1856) đề cập năm 1816, nhưng nó chỉ là tên gọi trần trụi (nom. nud.).